# Nuevo Balancán
Nuevo Balancán är en ort i Mexiko.   Den ligger i kommunen Ocosingo och delstaten Chiapas, i den sydöstra delen av landet, 800 km öster om huvudstaden Mexico City. Nuevo Balancán ligger 595 meter över havet och antalet invånare är 143.
Terrängen runt Nuevo Balancán är varierad. Runt Nuevo Balancán är det glesbefolkat, med 16 invånare per kvadratkilometer. Närmaste större samhälle är Peña Chabarico, 6,4 km norr om Nuevo Balancán. I omgivningarna runt Nuevo Balancán växer i huvudsak städsegrön lövskog.